# Wszyscy na Zanzibarze
Wszyscy na Zanzibarze (tyt. oryg. Stand on Zanzibar) – powieść fantastycznonaukowa brytyjskiego pisarza Johna Brunnera, opublikowana w roku 1968. Pierwsze polskie wydanie ukazało się w 1975 roku, nakładem wydawnictwa "Czytelnik", kolejne nakładem Wydawnictwa Mag w 2015 roku.
Powieść Wszyscy na Zanzibarze zdobyła w 1969 roku nagrodę Hugo za najlepszą powieść i nagrodę BSFA w tej samej kategorii.
Tytuł odnosi się do figury stylistycznej mówiącej, że gdyby wszyscy mieszkańcy Ziemi stanęli obok siebie, zajęliby z grubsza powierzchnię wyspy Zanzibar.

## Fabuła
Ziemia na początku XXI wieku, gdzie z trudnością mieści ponad siedem miliardów ludzi, to miejsce gdzie ludzi wspomagają inteligentne komputery, narkotyki są w wolnej sprzedaży, a politykę uprawia się za pomocą zabójstw i czarów. Autor z perspektywy 1968 roku kreśli pesymistyczną wizję przeludnionego i zwariowanego świata.